# Fuso orario di Jakutsk
| Verde scuro | Fuso orario di Kaliningrad (UTC+2).    |
| Rosso       | Fuso orario di Mosca (UTC+3).          |
| Celeste     | Fuso orario di Samara (UTC+4).         |
| Giallo      | Fuso orario di Ekaterinburg (UTC+5).   |
| Ciano       | Fuso orario di Omsk (UTC+6).           |
| Pistacchio  | Fuso orario di Krasnojarsk (UTC+7).    |
| Viola       | Fuso orario di Irkutsk (UTC+8).        |
| Blu         | Fuso orario di Jakutsk (UTC+9).        |
| Verde       | Fuso orario di Vladivostok (UTC+10).   |
| Albicocca   | Fuso orario di Srednekolymsk (UTC+11). |
| Rosso scuro | Fuso orario della Kamčatka (UTC+12).   |

Il fuso orario di Jakutsk (in russo якутское время?, jakutskoe vremja, in inglese Yakutsk Time, sigla YAKT) è l'ottavo degli undici fusi orari in cui è ripartito il territorio della Federazione Russa dal 26 ottobre 2014, per effetto della legge federale del 3 giugno 2011 n. 107-F3 "Sul calcolo del tempo", così come modificata in data 21 luglio 2014.
Tale fuso orario corrisponde allo standard internazionale UTC+9 e si colloca sei ore in anticipo rispetto al fuso orario di Mosca (MSK+6). Prende nome dalla città di Jakutsk e costituisce l'orario ufficiale dell'Oblast' dell'Amur, del Territorio della Transbajkalia e della parte occidentale della Sacha-Jacuzia e .
Come tutti i fusi orari della Federazione Russa, il fuso di Jakutsk non prevede il passaggio all'ora legale.

## Territori compresi nel fuso orario di Jakutsk
- Circondario federale della Siberia:
  -  Territorio della Transbajkalia
- Circondario federale dell'Estremo Oriente:
  -  Oblast' dell'Amur
  -  Sacha-Jacuzia (distretti Namskij, Ust'-Aldanskij, Tattinskij, Čurapčinskij, Megino-Kangalasskij, Changalasskij, Amginskij, Gornyj, Olëkminskij, Distretto urbano di Nerjungri, Aldanskij, Ust'-Majskij, Tomponskij, Kobjajskij, Ėveno-Bytantajskij, Bulunskij, Žiganskij, Viljujskij, Verchneviljujskij, Njurbinskij, Suntarskij, Lenskij, Mirninskij, Olenëkskij, Anabarskij e distretto urbano di Jakutsk)